# Tinocallis saltans
Tinocallis saltans är en insektsart som först beskrevs av Nevsky 1929. Enligt Catalogue of Life ingår Tinocallis saltans i släktet Tinocallis och familjen långrörsbladlöss, men enligt Dyntaxa är tillhörigheten istället släktet Tinocallis och familjen borstbladlöss. Arten är reproducerande i Sverige. Inga underarter finns listade i Catalogue of Life.